# Seznam kanadskih dramatikov
Seznam kanadskih dramatikov.

## A
- François Archambault

## C
- Geneviève Billette
- Michel Marc Bouchard
- Serge Boucher
- George Boyd
- Leanna Brodie
- Daniel Brooks
- Mark Brownell

- Réjane Charpentier
- Normand Chaurette
- Olivier Choinière
- Marie Clements
- Michael Cook
- Hugues Corriveau

## D
- Daniel Danis
- Claudia Dey
- Brian Drader
- Jasmine Dubé

## F
- Timothy Findley
- Denis Foon
- Carole Fréchette
- David French

## G
- Lorena Gale
- Ken Gass
- Jean-Rock Gaudreault
- Joanna Glass
- Linda Griffiths

## H
- Michael Healey
- Tomson Highway
- Maureen Hunter

## K
- Kevin Kerr
- Lois Reynolds Kerr
- Sunil Kuruvilla

## L
- John Lazarus
- Suzanne Lebeau
- Mark Leiren-Young
- Robert Lepage
- François Létourneau
- Wendy Lill

## M
- Ann-Marie MacDonald
- Daniel MacIvor
- David Mackay
- Michael MacLennan
- Joan MacLeod
- Jacques Marchand
- Clem Martini
- Carole Massé
- Stephen Massicotte
- Bruce McManus
- Frank Moher
- Kim Morrissey
- Daniel David Moses
- Wajdi Mouawad
- Colleen Murphy
- John Murrell

## O
- Kathleen Oliver
- Michel Ouellette

## P
- Morris Panych
- Sharon Pollock

## R
- James Reaney
- Michael Redhill
- Jean-Pierre Ronfard
- Saul Rubinek

## S
- Rick Salutin
- Richard Sanger
- Djanet Sears
- Sandra Shamas
- Jason Sherman
- Gaétan Soucy
- Ron Sparks
- Kent Stetson
- Eugene Strickland

## T
- Drew Hayden Taylor
- Vern Thiessen
- Judith Thompson
- Theresa Tova
- Lise Tremblay
- Michel Tremblay

## V
- Lise Vaillancourt

## W
- Craig Walker
- George F. Walker
- Lance Woolaver

## Y
- David Young